# خافيير لوبيز
خافيير لوبيز (بالإسبانية: Javier López) (19 مارس 1980 روساريو الأرجنتين - ) هو لاعب كرة قدم أرجنتيني يلعب كمدافع.

## روابط خارجية
- خافيير لوبيز على موقع قاعدة بيانات كرة القدم.إي يو (الإنجليزية)
- خافيير لوبيز على موقع Soccerway.com (الإنجليزية)
- خافيير لوبيز على موقع AS.com (الإسبانية)